# Гребінківський народний краєзнавчий музей
Гребінківський народний краєзнавчий музей — краєзнавчий музей у місті Гребінці Полтавської області, міський і громадний осередок культурної і краєзнавчої діяльності, зокрема, присвяченої постаті, оточенню, культурному й історичному тлу видатного класика української літератури Євгена Гребінки, чиє ім'я носить місто, громада та колишній район.

## Загальна інформація
Музейна установа розташована у 2-х кімнатах на першому поверсі приміщення Гребінківського міського будинку культури за адресою:
вулиця Євгена Гребінки, будинок 13, місто Гребінка (Лубенський район, Полтавська область) — 37 400, УКРАЇНА.

Людмила Безвиненко - хранительниця Гребінківського краєзнавчого музею

Завідувач музеєм — Людмила Андріївна Безвиненко.
Робочий розклад (інформація чинна на весну 2018-го):
- Працює: понеділок — п’ятниця: з 8:00 до 17:00;
- Вихідні дні: субота і неділя.

## З історії музею
Роком початку музейної справи в Гребінці вважається 1962 рік, але музей як такий було створено у 1967 році, і вже наступного (1968) року музейний заклад був удостоєнний звання народного. Весь цей період, до середини 1990-х музей існував як історичний.
За незалежності України музей продовжив діяльність уже як історико-краєзнавчий, і в 2003 році музей дістав статусу народного; згодом (у 2-й половині 2000-х) було змінено підпорядкованість закладу з району на місто, музей дістав сучасну назву  - краєзнавчий. 

## Експозиція і діяльність
Експозиція музею розповідає про історію Гребінчиного краю з найдавніших часів до сьогодення. Велику увагу приділено класику української літератури Євгену Павловичу Гребінці, його роду, зокрема братові, знаному архітектору Санкт-Петербурга Миколі Гребінці; з радянських часів значне окреме місце експозиції відведено учасникам ВВв (Г. Кагамлик, В. Мовенко та інші); низка експонатів відтворює етнографію — побут українців цієї частини історичної Полтавщини. 
У структурі музейного закладу діють відділи: 
1. «Народний побут»;
2. «Гребінка – місто залізничників»;
3. «Бойова слава Гребінківщини»;
4. «Видатні земляки»;
5. Кімната–музей Є.П. Гребінки.

Загалом у музеї представлено 2,5 тисячі експонатів (дані на кінець 2000-х), серед раритетів — підручники «Грамматика латинского языка» (1826) і «Начальные основания дифференциального исчисления» (1822), позачергові випуски газети «Русское слово», присвячені початку Першої світової війни, квиток № 703 делегата 10-го Всеукраїнського з’їзду Рад. 
Музей організовує та проводить тематчні й оглядові екскурсії, уроки мужності, зустрічі з ветеранами (зокрема, у 2000-х колишнім партизаном В. Боровиком, нагородженим орденом Вітчизняної війни у 10 р.), виставки тощо.
На базі закладу культури створений і діє любительське культурологічне об’єднання «До джерел вічності», відзначене на обласних оглядах клубів за інтересами «Джерела вічності» (2003) і «Не старіють душею ветерани» (2005).